# Калининское сельское поселение (Челябинская область)
Калининское се́льское поселе́ние — муниципальное образование в Брединском районе Челябинской области Российской Федерации. В рамках административно-территориального устройства муниципальное образование  соответствует административно-территориальной единице Калининский сельсовет.
Административный центр — посёлок Калининский.

## История
Статус и границы сельского поселения установлены Законом Челябинской области от 13 сентября 2004 года № 268-ЗО «О статусе и границах Брединского муниципального района и сельских поселений в его составе».

## Население
| 2002  | 2010  | 2011  | 2012  | 2013  | 2014  | 2015  |
| ----- | ----- | ----- | ----- | ----- | ----- | ----- |
| 1563  | ↘1390 | →1390 | ↗2043 | ↘2039 | ↘2001 | ↘1999 |
| 2016  | 2017  | 2018  | 2019  | 2020  | 2021  |       |
| ↘1976 | ↘1952 | ↘1916 | ↘1866 | ↗1867 | ↘1679 |       |

## Состав сельского поселения
| № | Населённый пункт | Тип населённого пункта          | Население |
| - | ---------------- | ------------------------------- | --------- |
| 1 | Амурский         | посёлок                         | ↘558      |
| 2 | Аркаим           | посёлок                         | 15        |
| 3 | Калининский      | посёлок, административный центр | ↘1267     |
| 4 | Новоамурский     | посёлок                         | ↘123      |
| 5 | Чека             | посёлок                         | ↘120      |